# Bandera Liébana Tierra de Júbilo
La Bandera Liébana Tierra de Júbilo fue una competición de remo, concretamente de traineras, que se celebró en Laredo (Cantabria) en los años 2004 y 2005, organizada por el Laredo Remo Club.

## Historia
Las dos únicas ediciones disputadas se celebraron en Laredo y estuvieron incluidas en las temporadas de la Liga ACT de 2004 y 2005
La regata se dejó de disputar el año 2006 pese a coincidir con la celebración del Año Jubilar Lebaniego que la daba nombre.
La regata se disputó frente a la playa La Salvé colocándose las balizas de salida y meta se ubican cerca de la playa y disponiendo las calles en sentido perpendicular a la playa. Se bogaron cuatro largos y tres ciabogas lo que totalizó un recorrido de 3 millas náuticas que equivalen a 5556 metros. La regata se desarrolló por el sistema de tandas en línea. 
En la edición de 2004, esta regata se desarrolló coincidió con la segunda jornada de la eliminatoria de ascenso a la Liga ACT, por lo que no fue puntuable. De acuerdo con la normativa de la competición, la lucha por la bandera estuvo compuesto por dos tandas de cuatro traineras, las clasificadas en los ocho primeros puestos; la novena y décima clasificada no disputaron la regata, y las dos últimas clasificadas remaron en tanda aparte el play-off.

## Historial
| Edición | Año  | Ganador     | Segundo | Tercero      |
| ------- | ---- | ----------- | ------- | ------------ |
| I       | 2004 | Astillero   | Orio    | Cabo de Cruz |
| II      | 2005 | Hondarribia | Pedreña | Castro       |

## Palmarés
| Victorias | Club        | Años |
| --------- | ----------- | ---- |
| 1         | Astillero   | 2004 |
| 1         | Hondarribia | 2005 |